# Christian Pestat
Paul Christian "Krusse" Pestat, född 23 april 1956, är en svensk före detta fotbollsspelare (försvarare) som representerade Gais 1974–1981.
Pestat spelade flera juniorlandskamper för Sverige, och lyftes inför säsongen 1974 upp i Gais A-lag. Han spelade denna säsong två allsvenska matcher, men fick ingen allsvensk speltid när Gais nästa säsong åkte ur serien. Han spelade sedan några enstaka matcher i division II 1976 och 1977, innan han 1978 blev ordinarie i A-laget. Gais åkte 1981 ur division II, och Pestat värvades då till IK Kongahälla. Efter två säsonger i Kungälvsklubben gick han till Floda BoIF.
Sammanlagt spelade Pestat 78 seriematcher (1 mål) för Gais, varav 2 matcher (0 mål) i allsvenskan. Hans smeknamn "Krusse" var bildat ur förnamnets begynnelsebokstäver, med inspiration av Sovjetunionens ledare Nikita Chrusjtjov, som var aktuell då Pestat kom upp i Gais.